# Lightsum
Lightsum (hangul: 라잇썸) – południowokoreański girlsband, który został utworzony przez Cube Entertainment. Grupa składa się z sześciu członkiń: Sangah, Chowon, Nayoung, Hina, Juhyeon i Yujeong. Pierwotnie grupa składała się z ośmiu członkiń, Huiyeon i Jian opuściły skład w październiku 2022 roku. Zadebiutowały 10 czerwca 2021 roku wydając swój debiutancki single album Vanilla.

## Nazwa
Nazwa grupy, Lightsum, jest połączeniem słów „światło” i „suma”, które symbolizuje „rzeczy, których słabe światło, gromadzi się razem, aby oświetlić świat, dostarczając pozytywnej energii poprzez przesłanie nadziei”.

## Historia

### 2017–2020: przed debiutem
Juhyeon brała udział w Idol Rebooting Project: The Unit (2017/2018), w którym zajęła 25 miejsce. Chowon, Nayoung i Yujeong uczestniczyły w Produce 48 w 2018 roku, gdzie zajęły odpowiednio 13., 21. i 51. miejsce. Juhyeon również brała udział w Dancing High w 2018 roku, ale nie przeszła rundy wstępnej.
Chowon został obsadzona w filmach Bully Bad Guys i The Dominator 3: Junior Bullies w 2020 roku.

### Od 2021: debiut zVanilla, Into the Lighti odejście członkiń

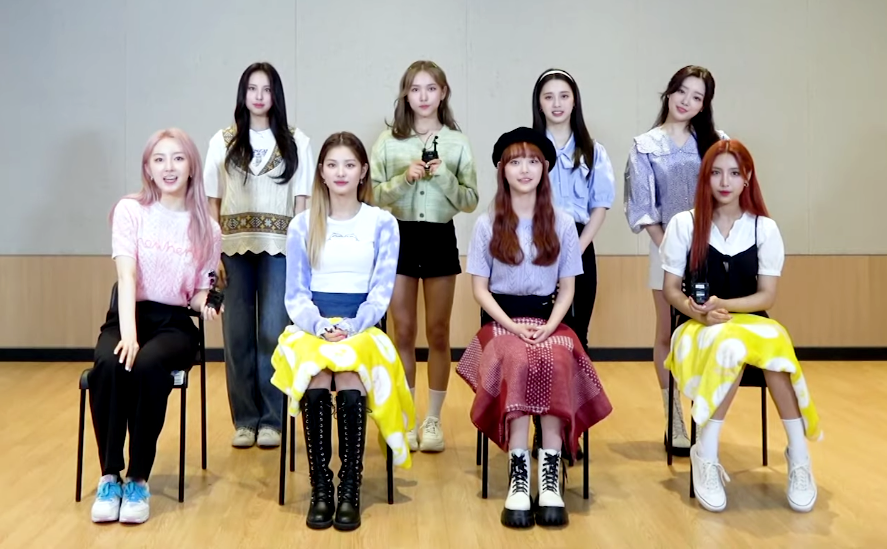
Lightsum w czerwcu 2021 roku.

15 kwietnia Cube Entertainment ogłosił, że zadebiutuje nowy girlsband, pierwszy od czasów (G)I-dle w 2018 roku. Członkinie zostały ujawnione w parach od 19 do 22 kwietnia. Zwiastun wideo ze wszystkimi ośmioma członkiniami został ujawniony 23 kwietnia 2021 roku. 27 maja ogłoszono, że 10 czerwca Lightsum wyda swój debiutancki single album Vanilla. Grupa zadebiutowała w programie M Countdown 10 czerwca, gdzie wykonała debiutancki singiel.
13 października 2021 roku Lightsum wydały swój drugi singiel album Light a Wish, wraz z głównym singlem „Vivace".
24 maja 2022 roku Lightsum wydały swój pierwszy minialbum Into the Light, z głównym singlem „Alive”.
25 października 2022 roku Cube Entertainment ogłosiło odejście Huiyeon i Jian z grupy, a Lightsum dalej będzie działać jako sześcioosobowa grupa.
5 maja 2023 roku poinformowano, że Lightsum przygotowuje się do powrotu w pierwszej połowie 2023 roku. 7 czerwca Sangah wzięła udział jako uczestniczka w programie survivalowym Mnet dla grup dziewczęcych Queendom Puzzle. Została wyeliminowana podczas pierwszej rundy eliminacji. 18 września ogłoszono, że grupa powróci w drugim tygodniu października z drugim minialbumem. 21 września ogłoszono, że Lightsum wyda swój drugi minialbum Honey or Spice 11 października. 11 października grupa powróciła po roku i 5 miesiącach, wydając swój drugi minialbum Honey or Spice wraz z tytułowym singlem o tej samej nazwie.
31 lipca 2024 roku grupa opublikowała zwiastun swojego pierwszego cyfrowego singla „Pose!”, którego premiera zaplanowana jest na 7 sierpnia. 7 sierpnia Lightsum wydało cyfrowy singiel „Pose!” 10 miesięcy po swoim poprzednim powrocie.

## Członkinie

### Obecne
| Pseudonim   | Pseudonim | Prawdziwe imię | Prawdziwe imię | Data urodzenia    | Pozycja w zespole            |
| Latynizacja | Hangul    | Latynizacja    | Hangul         | Data urodzenia    | Pozycja w zespole            |
| ----------- | --------- | -------------- | -------------- | ----------------- | ---------------------------- |
| Juhyeon     | 주현      | Lee Ju Hyeon   | 이주현         | 8 kwietnia 2004   | liderka, wokalista, tancerka |
| Sangah      | 상아      | Yoon Sang Ah   | 윤상아         | 4 września 2002   | raperka, tancerka            |
| Chowon      | 초원      | Han Cho Won    | 한초원         | 16 września 2002  | wokalistka                   |
| Nayoung     | 나영      | Kim Na Young   | 김나영         | 30 listopada 2002 | wokalistka, tancerka         |
| Hina        | 히나      | Nagai Hina     | 나가이 히나    | 7 kwietnia 2003   | wokalistka                   |
| Yujeong     | 유정      | Lee Yu Jeong   | 이유정         | 14 czerwca 2004   | wokalistka                   |

### Byłe
| Pseudonim   | Pseudonim | Prawdziwe imię | Prawdziwe imię | Data urodzenia   | Pozycja w zespole           |
| Latynizacja | Hangul    | Latynizacja    | Hangul         | Data urodzenia   | Pozycja w zespole           |
| ----------- | --------- | -------------- | -------------- | ---------------- | --------------------------- |
| Huiyeon     | 휘연      | Oh Hui Yeon    | 오휘연         | 1 sierpnia 2005  | wokalistka                  |
| Jian        | 지안      | Kim Ji An      | 김지안         | 4 listopada 2006 | raperka, wokalistka, maknae |

## Dyskografia

### Minialbumy
| Rok  | Dane dot. albumu                                                                                             | Najwyższa pozycja | Sprzedaż       |
| Rok  | Dane dot. albumu                                                                                             | KOR (Circle)      | Sprzedaż       |
| ---- | --- | ----------------- | -------------- |
| 2022 | Into the Light - Wydany: 24 maja 2022 - Wytwórnia: Cube Entertainment - Format: CD, digital download         | 13                | - KOR: 17 902  |
| 2023 | Honey or Spice - Wydany: 11 października 2023 - Wytwórnia: Cube Entertainment - Format: CD, digital download | 14                | - KOR: 19 412+ |

### Single

#### Single albumy
| Rok  | Dane dot. albumu                                                                                           | Najwyższa pozycja | Sprzedaż       |
| Rok  | Dane dot. albumu                                                                                           | KOR (Circle)      | Sprzedaż       |
| ---- | --- | ----------------- | -------------- |
| 2021 | Vanilla - Wydany: 10 czerwca 2021 - Wytwórnia: Cube Entertainment - Format: CD, digital download           | 12                | - KOR: 41 143+ |
| 2021 | Light a Wish - Wydany: 13 października 2021 - Wytwórnia: Cube Entertainment - Format: CD, digital download | 7                 | - KOR: 28 416+ |

#### Single cyfrowe
| Rok  | Tytuł            | Najwyższa pozycja | Najwyższa pozycja | Album          |
| Rok  | Tytuł            | KOR               | US World          | Album          |
| ---- | ---------------- | ----------------- | ----------------- | -------------- |
| 2021 | „Vanilla”        | –                 | 8                 | Vanilla        |
| 2021 | „Vivace”         | –                 | 8                 | Light a Wish   |
| 2022 | „Alive”          | –                 | –                 | Into the Light |
| 2023 | „Honey or Spice” | –                 | –                 | Honey or Spice |
| 2024 | „Pose!”          | –                 | –                 | –              |

## Filmografia

### Teledyski
| Rok  | Tytuł     | Reżyser(zy)    |
| ---- | --------- | -------------- |
| 2021 | „Vanilla” | Vikings Laegue |
| 2021 | „Vivace”  | Nieznany       |
| 2022 | „Alive”   | Nieznany       |